# Nobuko Miyamoto
Nobuko Miyamoto (宮本信子, Miyamoto Nobuko), née le 27 mars 1945 à Otaru (Japon), est une actrice japonaise.

## Biographie
Nobuko Miyamoto passe son enfance à Nagoya. Elle a été mariée au réalisateur Jūzō Itami de 1969 à 1997, année du suicide de ce dernier. À plusieurs reprises, elle interprète le premier rôle dans des films de son époux.
Nobuko Miyamoto est nommée huit fois pour la récompense de meilleure actrice lors des Japan Academy Prize. Elle remporte finalement cette récompense en 1988 pour son rôle dans L'Inspectrice des impôts (マルサの女, Marusa no onna). Elle reçoit le prix Kinuyo Tanaka en 2022.

## Filmographie partielle

### Au cinéma
- 1966 : L'Instinct (本能, Honnō?) de Kaneto Shindō : une jeune fille
- 1967 : À propos des chansons paillardes japonaises (日本春歌考, Nihon shunkakō?) de Nagisa Ōshima : Sanae Satomi
- 1968 : Sukurappu shūdan (スクラップ集団?) de Tomotaka Tasaka : la sœur de Yamada
- 1971 : C'est dur d'être un homme : Un air de candeur (男はつらいよ 純情篇, Otoko wa tsurai yo: Junjō hen?) de Yōji Yamada : Kinuyo
- 1972 : La Rivière Shinobu (忍ぶ川, Shinobugawa?) de Kei Kumai : l'autre sœur de Tetsuro
- 1982 : Kiddonappu burūsu (キッドナップ・ブルース?) de Shinpei Asai
- 1984 : Osōshiki (お葬式?) de Jūzō Itami : Chizuko Amamiya
- 1985 : Tampopo (タンポポ, Tanpopo?) de Jūzō Itami : Tampopo
- 1987 : L'Inspectrice des impôts (マルサの女, Marusa no onna?) de Jūzō Itami : Ryōko Itakura
- 1988 : L'Inspectrice des impôts 2 (マルサの女2, Marusa no onna II?) de Jūzō Itami : Ryōko Itakura
- 1989 : Sweet Home (スウィートホーム, Suwiito hōmu?) de Kiyoshi Kurosawa
- 1989 : Les Copains d'abord (あ・うん, A un?) de Yasuo Furuhata : Kimiko Kadokura
- 1989 : Fancy Dance (ファンシィダンス, Fanshī dansu?) de Masayuki Suo : Shizuko Shiono
- 1990 : A-ge-man (あげまん?) de Jūzō Itami : Nayoko
- 1992 : Minbo ou l'art subtil de l'extorsion (ミンボーの女, Minbō no onna?) de Jūzō Itami : Mahiru Inoue
- 1993 : Le Grand Malade (大病人, Daibyōnin?) de Jūzō Itami : la femme de Buhei
- 1995 : Une existence tranquille (静かな生活, Shizukana seikatsu?) de Jūzō Itami
- 1996 : La Femme du supermarché (スーパーの女, Sūpā no onna?) de Jūzō Itami : Inoue Hanako
- 1997 : La Femme de Marutai (マルタイの女, Marutai no onna?) de Jūzō Itami : Isono Biwako
- 1997 : Welcome Back, Mr. McDonald (ラヂオの時間, Rajio no jikan?) de Kōki Mitani : Rumiko Yamazaki
- 2007 : Bizan (眉山?) de Isshin Inudō : Ryuko Kouno
- 2011 : Hankyū densha (阪急電車 片道15分の奇跡, Hankyū densha: Katamichi 15-fun-no kiseki?) de Yoshishige Miyake (ja) : Tokie
- 2011 : Isoroku (聯合艦隊司令長官 山本五十六, Rengō kantai shirei chōkan: Yamamoto Isoroku?) d'Izuru Narushima : la mère de Yamamoto

### À la télévision
- 2013 : Amachan (あまちゃん?)
- 2024 : House of Ninja (忍びの家, Shinobi no Ie?) de Dave Boyle : Taki

### Doublage
- 2013 : Le Conte de la princesse Kaguya (かぐや姫の物語, Kaguya-hime no monogatari?) de Isao Takahata : Ōna
- 2020 : Doraemon et moi 2 (STAND BY ME ドラえもん 2?) : la grand-mère de Nobita

## Distinctions

### Récompenses
- Hōchi Film Awards :
  - 1984 : prix spécial pour The Funeral[2]
- Japan Academy Prize
  - 1988 : prix de la meilleure actrice pour L'Inspectrice des impôts[3]
- Kinema Junpō :
  - 1988 : prix de la meilleure actrice pour L'Inspectrice des impôts[4]
- Prix du film Mainichi :
  - 2022 : prix Kinuyo Tanaka pour l'ensemble de sa carrière[1]

### Nominations
- Japan Academy Prize
  - 1985 : prix de la meilleure actrice pour The Funeral[5]
  - 1989 : prix de la meilleure actrice pour L'Inspectrice des impôts 2[6]
  - 1990 : prix de la meilleure actrice dans un second rôle pour Les Copains d'abord[7]
  - 1991 : prix de la meilleure actrice pour A-ge-man[8]
  - 1993 : prix de la meilleure actrice pour Minbo ou l'art subtil de l'extorsion[9]
  - 1997 : prix de la meilleure actrice pour La Femme du supermarché[10]
  - 1998 : prix de la meilleure actrice pour La Femme de Marutai[11]
  - 2008 : prix de la meilleure actrice dans un second rôle pour Bizan[12]
  - 2012 : prix de la meilleure actrice dans un second rôle pour Hankyū densha[13]